# 金聖坤
金 聖坤（김성곤 / Kim Seong-kon、1949年8月9日 - ）は、韓国の文学研究者、文芸評論家である。
韓国文化体育観光部の傘下機関である韓国文学翻訳院（Literature Translation Institute of Korea）院長。2015年2月、韓国政府により、韓国文学翻訳院の院長に3年の任期で再任される。ユネスコ韓国委員会が出版する英文ジャーナルKorea Journalの共同編集者にも委嘱された。ソウル大学校名誉教授。同大学にて優秀研究教授賞を7回受賞。
米国のペンシルバニア州立大学、カリフォルニア大学バークレー校、ブリガム・ヤング大学で客員教授として教鞭を執った経験を持ち、また、ハーバード燕京研究所、オックスフォード大学、トロント大学では客員研究者として研究を行った。受賞歴のある文学評論家として、1970年後半から1980年前半に韓国で初めてのポストモダン文学に関する議論を開始した。韓国にて、ポスト植民地主義とカルチュラル・スタディーズにおける先駆者である。2007年に権威のある金煥泰評論文学賞、2014年に于湖人文学賞を受賞。
韓国の文芸誌『文学思想』、『21世紀文学』、『外国文学』などの編集委員を経て、2003年よりKorea Herald紙に定期的にコラムを掲載。これらのコラムはThe Nation, The China Post, Asia One, Pakistan Observer, The Star Online, Yahoo! News, The Kathmandu Postなどの国際メディアにも頻繁に掲載されている。
大統領直属の国民大統合委員会の研究メンバー、また韓国・文化部の韓国文化海外促進顧問委員会の委員長も務めた。海外での韓国文学の普及・促進に積極的に取り組み、ニューヨークのWhite Pine Pressの韓国文学顧問委員会の委員、駐韓大使や外交官が組織するSeoul Literary Societyの 副会長、およびSUNY Buffalo卒業生協会韓国支部の名誉会長でもある。
他に、顕著な業績を上げた卒業生に贈られるCU Distinguished Alumnus Award（2009年）、 Fulbright Distinguished Alumnus Award（2010年）、そして SUNY Buffalo International Distinguished Alumni Award（2012年）を受賞。
2015年にNRF（韓国研究財団、National Research Foundation) Distinguished Professor LectureとNAVER文化財団レクチャー（Naver Cultural Foundation Lecture）がそれぞれ主催する講演会のスピーカーに指名された。また、韓国文化評論家教会が選定する1900年以降の韓国の代表的な文学評論家50名の１人としても選ばれる。2016年には文化体育観光部により、アジア文化フォーラムの会長、そして韓国・中国文化交流評議会の会員に任命された。同年、韓国政府人事革新処の国家公務員人材開発院にて非常勤客員教授にも任命される。2016年には韓国文学翻訳院の代表として、文化体育観光部経営評価優秀事業表彰を受賞。同年、外交部内のパブリック・ディプロマシー評議会の政務官レベルのメンバーに任命された。

## 生い立ち、教育
1960年代初めに「小説の死」を初めて発表したレスリー・A・フィールダーの指導の下、ニューヨーク州立大学バッファロー校で英文学博士号を取得。その後、『オリエンタリズム』の著者であるエドワード・W・サイードの指導の下、コロンビア大学にて比較文学を研究。
コロンビア大学での博士号コースワークを終了した後、ソウル大学校（SNU）の教授陣に加わる（1984年）。

## 経歴

### 学界
ソウル大学校言語教育院院長（2001年～2005年）、ソウル大学校言語研究所所長（2001年）、ソウル大学米国学研究所所長（1999年～2001年）、SNU学生寮所長（1987年～1989年）。ソウル大学校出版院院長（2009年～2011年）、韓国大学出版社協会会長（2010年～2011年）。年次国際会議であるBESETO（北京、ソウル、東京）組織委員会委員長（1999年～2001年）。現在、国内外の学生に様々な翻訳コースを提供する韓国文学翻訳院翻訳アカデミーの学長であり、韓国文学翻訳院出版部の代表を務める。
韓国文学と映画学会の初代会長（1998年～2001年）、国際比較韓国学会会長（2001年～2003年）、韓国英米文化学会会長（2004年～2006年）、韓国アメリカ学会会長（2007年～2008年）。韓国英語英文学開発促進評議会会長（2004年～2005年）。
ニューヨーク州立大学バッファロー校、コロンビア大学、ペンシルバニア州立大学、ブリガム・ヤング大学とカリフォルニア州立大学バークレー校で教鞭をとった経歴を持つ。また、客員学者としてハーバード大学、オックスフォード大学、そしてトロント大学でも研究を行った。

### 職歴
文学季刊誌『外国文学』責任編集委員（1988年）、著名月刊文学誌『文学思想』主幹（2002年～2005年）、そして李清俊、金允植、尹厚明、金鐘会らと並び『21世紀文学』の共同編集委員でもあった（1998年～2012年）。
大山財団がスポンサーとなったソウル国際文学フォーラムの副組織委員長を2000年、2005年、2011年に務める。著名な学者・文学評論家の金禹昌と共に、ピエール・ブルデュー、ジャン・ボードリヤール、ル・クレジオ、オルハン・パムク、大江健三郎、ゲーリー・スナイダー、ロバート・クーヴァー、ロバート・ハス、マーガレット・ドラブル、高行健や北島など、海外の著名作家をソウルに招聘。
自ら任じて文化外交官となり、外交安全保障研究所にて韓国の外交官に教える（1998年～1994年）。また、韓国国際協力団（KOICA）や外交通商部内にある中央公務員教育院（COTI）にて、外国の外交官に韓国文化や社会に関する講義を頻繁に行っている（1997年～現在）。

### 管理職
- 韓国文学翻訳院翻訳アカデミー学長、2012年～2015年
- ソウル大学校出版局局長、2009年～2011年
- ソウル大学校言語教育院院長、2001年～2005年
- ソウル大学校米国学研究所所長、1999年～2001年
- SNU学生寮所長

### 海外での客員教授・研究経歴
- ニューヨーク州立大学バッファロー校客員教授、2011年～2012年
- カリフォルニア大学バークレー校客員教授（アジア文学）、2006年
- ブリガム・ヤング大学客員教授（韓国文学）、1996年～1997年
- ペンシルベニア州立大学客員教授、Fullbright Asian Scholar-in-Residence（英文学、比較文学）、1990年～1991年
- ハーバード燕京研究所客員研究員（Associate）、2006年～2007年
- ニューヨーク州立大学バッファロー校Rockefeller Center Fellow、1992年
- オックスフォード大学客員研究者、1991年
- トロント大学研究客員研究者、1991年

## 受賞歴
2014年4月25日に于湖人文学賞を受賞
- 韓国政府玉條勤政勳章、2014年
- チェコ政府文化外交メダル、2013年
- 中央公務員人材開発院「ベスト講師賞」、2014年
- 文化体育観光部「公共機関経営評価優秀機関長」賞、 2013年

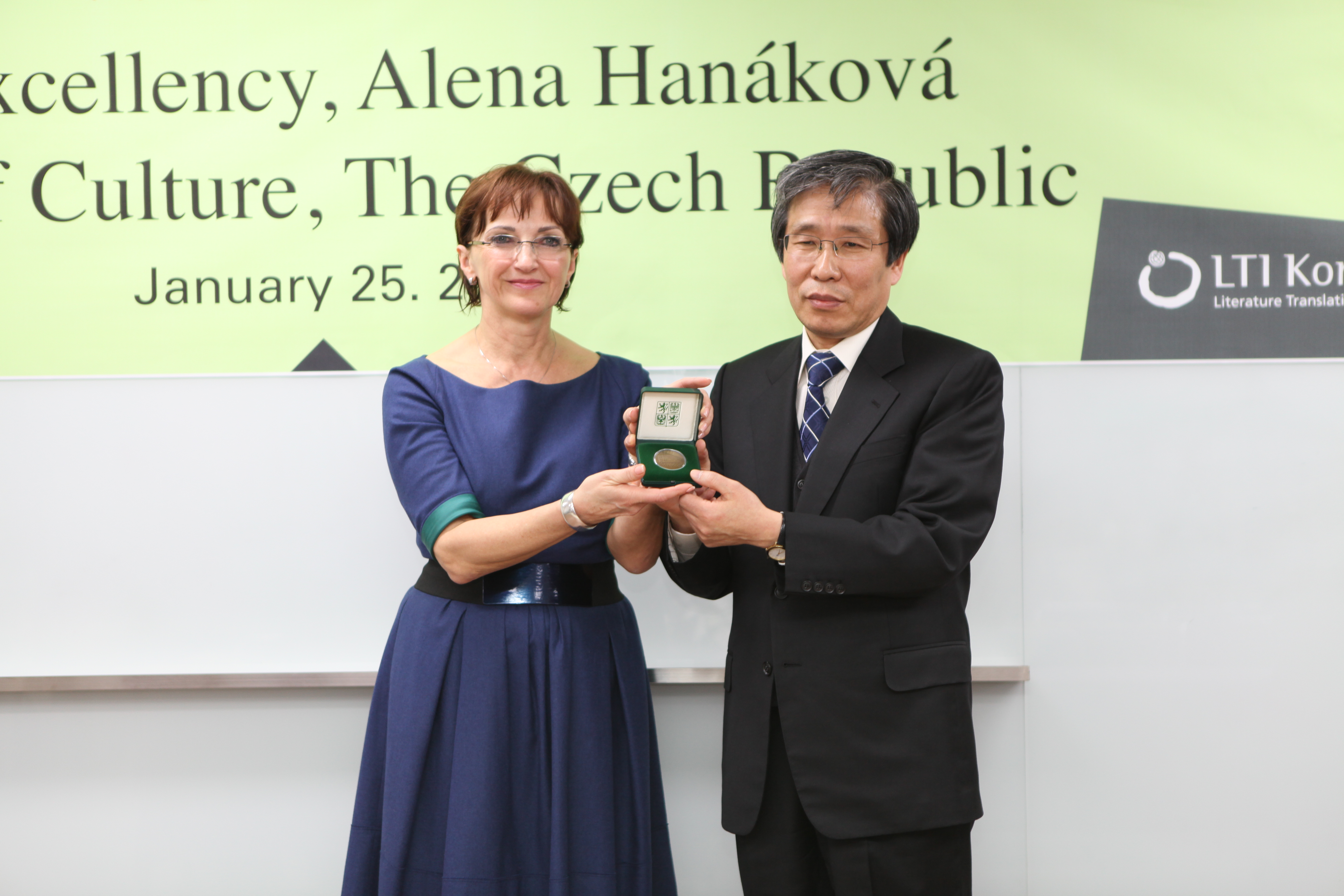
チェコ文化省大臣Alena Hanáková氏からチェコ政府が授与するメダルを受賞（2013年1月25日）
ニューヨーク州立大学（SUNY/Buffalo）で開催された卓越した海外同門賞（International Distinguished Alumni Award）授賞式で受賞受諾演説をする（2012年4月13日）
授賞式後、ニューヨーク州立大学(SUNY/Buffalo)　Satish K. Tripathi総長、副総長、UB卒業生同窓会会長らと一緒に
SUNY International Distinguished Alumni Award、2012年
- ソウル大学優秀研究教授（7回受賞）1998年、1999年、2007年、2008年、2009年、2010年、2011年
- Fulbright Distinguished Alumnus Award、2010年
- CU Distinguished Alumnus Award、2009年
- SNU Best Institute Director Award、2003年、2004年

金煥泰評論文学賞受賞の際（2008年）
Edward W. Saidと一緒に韓国・ソウルにて（1995年）
Leslie A. Fiedlerと一緒に韓国・ソウルにて（1985年）
文学季刊誌『作家世界』（ソウル）の2016年冬季特集号における特集。月刊文学誌『文学思想』にも5回に渡って表紙または特集号で取り上げられる。
- 于湖人文学賞を受賞、2014年
- 「韓国の近現代を代表する50人の評論家」に選定、韓国文学評論家協会、2014年
- 大韓民国学術院選定「優秀学術図書」(『ハイブリッド時代の文学』)、2010年
- 金煥泰評論文学賞、2008年
- 「Interviews with American Writers」でToday’s Book Award（「本日の書籍賞」）受賞、1985年
- 文化部によるブック・オブ・ザ・イヤー（3回受賞）
- 「2012年ベスト文学評論」に[Literature and Game」が選ばれる
- 「Essays on Film」で最優秀書籍賞（文化・映画部門）、1992年
- 出版物ジャーナル（Journal of Publications）による韓国代表的な翻訳者に選定、1990年
- 教保の映画に関するエッセイ（Kyobo Essay on Film）で、1990年代最優秀書籍に選定
- 「韓国解放後の外国文学に関するベスト24冊」に「Words in the Labyrinth: Interviews with American Writers」が選定、1989年
- ポストモダン時代の米文学、「1980年代代表的な書籍」に選定、1989年
- ソウル大学校学長功労賞、2001年、2011年、2014年
- ソウル大学校「卓越した奉仕賞」、2004年
- 韓国研究財団海外教授助成金、1996年～1997年
- ブリティッシュ・カウンシル助成金、1991年（オックスフォード大学）
- カナダ講座充実助成金、1991年（トロント大学）
- アジアン・スカラー・イン・レジデンス賞、ペンシルバニア州立大学、1990年～1991年
- フルブライト奨学金、1978年～1984年
- ソウル大学校海外研究助成金（カリフォルニア大学バークレー校・ハーバード大学）
- 卒業生総代教育長賞、1967年
- 教育大臣賞、1966年

## 海外招待講演
- コーネル大学、1990年（米国）
- スタンフォード大学、1991年（米国）
- ペンシルバニア州立大学、1990年、1991年（米国）
- ニューヨーク州立大学バッファロー校、1992年（米国）
- 東京大学、1999年、2002年（日本）
- 北京大学、2003年、2010年（中国）
- パリ第13大学、2004年（フランス）
- ザールブリュッケン大学、2010年（ドイツ）
- ニューヨーク州立大学バッファロー校、2011年～2012年（米国）

## 国外における刊行書
- Simple Etiquette in Korea. Kent, UK: Paul Nobury(Curzon Press), 1988. Co-authored with O Young Lee (former Minister of Culture)
- Korea Briefing. Boulder: Associated University Press, 1991. (author of one chapter)
- Crosscurrents in the Literatures of Asia and the West. Newark: Associated UP, 1997.(chapter author) 5
- Postmodernism in Asia. Tokyo: University of Tokyo, 2003 (chapter author)
- Intellectual History of Korea. Tokyo: Cuon Press, 2014 (chapter author)

## 著書
- Simple Etiquette in Korea. Kent, UK: Paul Norbury(Curzon Press), 1988. co-authored with O Young Lee, Former Minister of Culture.
- 과거로의 여행 Journey into the Past. Seoul: SNU Press, 1985. (in English)
- 미로 속의 언어: 현대 미국작가와의 대화 Conversations with American Writers. Seoul: Minumsa, 1986.
- 탈모더니즘시대의 미국문학 American Literature in the Postmodern Age. Seoul: SNU Press, 1989.
- 미국문학과 작가들의 초상 Portrait of American Literature and Its Writers. Seoul: SNU Press, 1993. (Selected “Best Books of the Year,”Ministry of Culture)
- 김성곤 교수의 영화에세이 Essays on Film. Seoul: Yoleumsa, 1994. (Used as a textbook at the University of Washington, Also, a chapter is included in a high school textbook and college textbooks, 2011)
- 뉴미디어 시대의 문학 Literature in the Age of New Media. Seoul: Minumsa, 1995.
- 문학과 영화 Literature and Film. Seoul: Minumsa, 1996.
- 미국현대문학 Contemporary American Literature. Seoul: Minumsa, 1996.
- 헐리웃: 20세기 문화의 거울 Hollywood: A Mirror of 20th Century Culture. Seoul: Woongjin, 1996.
- 김성곤의 영화기행 Odyssey in Film. Seoul: Hyohyung, 2001.
- 다문화시대의 한국인 Korea in the Age of Multiculturalism. Seoul: Yoleumsa, 2002.
- 퓨전시대의 새로운 문화 읽기 Reading Culture in the Age of Fusion Culture. Seoul: L&T, 2003.
- 문화연구와 인문학의 미래 Cultural Studies and the Future of the Humanities. Seoul: SNU Press, 2003. Selected “Best Books of the Year,”Ministry of Culture
- 영화 속의 문화 Reading Culture in Film. Seoul: SNU Press, 2003.
- 영화로 보는 미국 Reading America in Hollywood Film. Seoul: Sallim, 2005.
- 에드가 앨런 포 Edgar Allan Poe. Seoul: Sallim, 2005
- J. D. 샐린저와 호밀밭의 파수꾼 J. D. Salinger and The Catcher in the Rye. Seoul: Sallim, 2005.
- 사유의 열쇠: 문학 The Key to Thought: Literature. Seoul: Mountain Press, 2006.
- 글로벌시대의 문학 Literature in the Globalizing Word. Seoul: Minumsa, 2006 Best Books of the Year by the Ministry of Culture
- 하이브리드시대의 문학 Literature in the Age of Hybrid Cultures. Seoul: SNU Press, 2009. Selected as the Best Books of 2010 Award by the National Academy of Sciences
- 경계를 넘어서는 문학 Literature Across Boundaries, Seoul: Minumsa, 2013

## 編著
- The Death of the Novel and Postmodernism. Ed. Seong-Kon Kim. Attic Publishing Co.
- 100 Cultural Keywords in the 21st Century. Ed. Seong-Kon Kim. Research Institute of Korean Publications & Marketing
- Korean Poetry. Co-edited with Yong-jik Kim. KCAF
- Journey to Mujin: Collection of Modern Korean Fiction. Co-edited with Yongjik Kim. KCAF
- 21st Century Literary Movements. Ed. Seong-Kon Kim. Literature & Thought Publishing Co.

## 翻訳書
韓英翻訳
- Strong Winds at Mishi Pass. New York: White Pine Press, 2003. Poems of Hwang Tong-kyu, Co-trans. Seong-Kon Kim, Dennis Maloney
- Woman on the Terrace. New York: White Pine Press, 2007.

Poems of Moon Chung-hee. Co-trans. Seong-Kon Kim. Alec Gordon 
この作品集で、詩人ムン氏はスウェーデンのCicada Awardを受賞。
- The Square. A novel by Choi In-hun. Trans. Seong-Kon Kim. Urbana-Champaign: Dalkey Archive Press, 2014.

英韓翻訳
- The Crying of Lot 49. Thomas Pynchon. Seoul: Minumsa.
- The Narrative of Arthur Gordon Pym of Nantucket. Edgar Allan Poe. Golden Bough.
- Trout Fishing in America. Richard Brautig. Vichae.
- A Farewell to Arms. Ernest Hemingway. Sigongsa.
- In Our Time. Ernest Hemingway. Sigongsa
- Waiting for the End. Leslie A. Fiedler. Samsung.
- Primitivism. Michael Bell. SNU Press
- Love is a Fallacy: Collections of Postmodern Fiction. Borges et al. Woongjin.
- Selected Poems of Seamus Heaney. Seamus Heaney. Yeolumsa
- Culture and Imperialism. Edward W. Said. co-trans. Hanshin
- Postmodern Culture. Steven Corner. co-trans. Hanshin
- American Literary Criticism. Vincent Leitch. Cotrans. Hanshin.
- Mukarovsky’s Poetics. Mukarovsky. Co-trans. Modern Literature Co.